# Enoch West
Enoch James West (Hucknall Torkard, 31 marzo 1886 – settembre 1965) è stato un calciatore inglese, di ruolo attaccante.

## Carriera
Giocò in First Division con le maglia di Nottingham Forest e Manchester United. Fu capocannoniere del campionato nel 1908. Nel 1915 fu accusato di combine e squalificato per trent'anni dalla FA; si trattò della più lunga squalifica della storia della Football League.

## Palmarès

### Club

#### Competizioni nazionali
- Campionato inglese: 1

Manchester United: 1910-1911
- Community Shield: 1

Manchester United: 1911
- Campionato inglese di seconda divisione: 1

Nottingham Forest: 1906-1907